# Ергічність реакції
Ергічність реакції (рос. эргичность реакции, англ. reaction ergicity) — термін, що стосується кількісного опису змін вільної енергії (в певних випадках — ентальпії чи внутрішньої енергії) при перебігу реакції. Відповідно до умов проведення реакції — це її вільна енергія за постійного об'єму або тиску, якщо реакція протікає в газі, а для реакції в розчині — це ті ж величини, визначені з урахуванням теплоти сольватації реагентів.